# Dhanashree Deshpande
Dhanashree Deshpande-Ganatra (* 2. Februar 1970 in Khopoli, Maharashtra) ist eine indische Musikerin.

## Leben
Sie ist vor allem für ihre musikalische Varietéshow You, Me and Chai bekannt, die seit 2013 in ganz Maharashtra live aufgeführt wird. Sie ist auch bekannt für ihr Buch mit hingebungsvoller Poesie Dhanu Dnyaniyachi (2016). Sie hat Musik für die Filme Tikli and Laxmi Bomb (2017) und Bayko Deta Ki Bayko (2020) komponiert. Sie hat auch Songs für die Sänger Arya Ambekar und Aditya Mahajan produziert und auf einem Album mit Rahul Deshpande gesungen.